# ネルソン・マイルズ
ネルソン・アップルトン・マイルズ（Nelson Appleton Miles、1839年8月8日-1925年5月15日）は、南北戦争、インディアン戦争および米西戦争に従軍したアメリカ合衆国の軍人である。

## 初期の経歴
マイルズはマサチューセッツ州ウェストミンスターにある家族の農園で生まれた。ボストンで働き夜学に通って、軍事史を読み、戦闘演習を含み軍隊の原則や技術を身につけた。

## 南北戦争
南北戦争が始まった時、マイルズはボストンの食器店で事務員をしていた。1861年9月9日に志願兵として北軍に入隊し、多くの重要な戦闘に参戦した。第22マサチューセッツ歩兵連隊の中尉となり、1862年5月31日には第61ニューヨーク歩兵連隊の中佐に任官された。アンティータムの戦い後に大佐に昇進した。そのほかにもフレデリックスバーグの戦い、チャンセラーズヴィルの戦い、およびアポマトックス方面作戦に参加した。戦闘で4度負傷し（チャンセラーズヴィルでは首と腹を負傷した）、チャンセラーズヴィルでの功績を認められて、志願兵の准将への名誉昇進を果たし、名誉勲章も受章した。荒野の戦いとスポットシルバニア・コートハウスの戦いでの功績により1864年5月12日に准将となり、最終的には26歳で少将にまでなった。

## インディアン戦争
1866年7月、マイルズは正規軍の大佐に指名された。1869年3月、第5アメリカ歩兵連隊の指揮官となった。1868年6月30日にメアリー・ホイト・シャーマンと結婚した。メアリーはホイト・シャーマンの娘、ウィリアム・シャーマンとジョン・シャーマンの姪であり、チャールズ・R・シャーマンの孫娘だった。
マイルズはグレートプレーンズのアメリカ・インディアン種族に対する陸軍の作戦のほとんど全てで指導的役割を担った。1874年から1875年、カイオワ族、コマンチ族およびレッド川沿いの南部シャイアン族を破る部隊の野戦指揮官だった。1876年から1877年の間では、ジョージ・アームストロング・カスター中佐がリトルビッグホーンの戦いで敗れた後は、北部平原を平定する作戦に参加し、スー族やその同盟種族を保留地に押し込めた。1877年冬、モンタナ州を横切る強行軍を行い、ジョセフ酋長に率いられたネ・ペルセ族の部隊を止めた。ネ・ペルセの指導者ジョセフ酋長はインディアン準州に監禁され、その窮状を批判する世論が高まる中、マイルズは次第にジョセフと心を通わすようになり、その軍歴の残り期間、オリバー・O・ハワード将軍と争うことになった。戦略的には、イェローストーンに居る間に、通信信号を送るための日光反射信号機実験で専門知識を広げた。これは陸軍信号司令部のアルバート・J・マイアー准将が支給したものだった。
1886年、アリゾナ州におけるジェロニモたちアパッチ族の抵抗戦（アパッチ戦争）に対する軍指揮官としてジョージ・クルック将軍と交代した。クルックはチリカーワ・アパッチ族指導者を捕まえるための行動でアパッチ族斥候に過度に頼りきっていた。マイルズはその代わりに白人部隊に頼り、過酷なシエラマドレ山脈でジェロニモたちを追って3,000マイル (4,800 km) も動き回ったが虚しかった。最終的にアパッチ族のやり方を学んでいたチャールズ・W・ゲイトウッド少尉が、ジェロニモとその追随者達はフロリダ州の居留地に追放監禁されるという条件でその降伏を交渉することに成功した。この追放者の中には陸軍のために働いたチリカーワ族の者まで含まれており、マイルズが彼らと同意したことを破っていた。マイルズはゲイトウッドが交渉に成功した功績を否定し、ゲイトウッドをダコタ準州に転籍させた。この作戦の間、マイルズの特殊信号部隊が日光反射信号機を広範に活用し、野戦における有用性を証明した。特殊信号部隊はW・A・グラスフォード大尉の指揮下にあった。
1890年、北西部一帯を「ゴースト・ダンス」と呼ばれる信仰が席捲。白人に対して反抗的な教義を重く見た連邦政府の命で、マイルズは以前の勤務地に戻ったが、スー族を随わせようというマイルズの行動が、ビッグ・フット酋長の死と約300名の虐殺に繋がった。これは1890年12月29日の「ウンデッド・ニーの虐殺」と呼ばれ、犠牲者のほとんどは女性や子供だった。マイルズは直接「ウンデッド・ニーの虐殺」に関ってはいなかったので、その時の指揮官を批判した。マイルズは全体としてアメリカはインディアンに関する権限があるとの持論を持ち、スー族を米軍の支配下におこうとした。

## 米西戦争とその後の人生

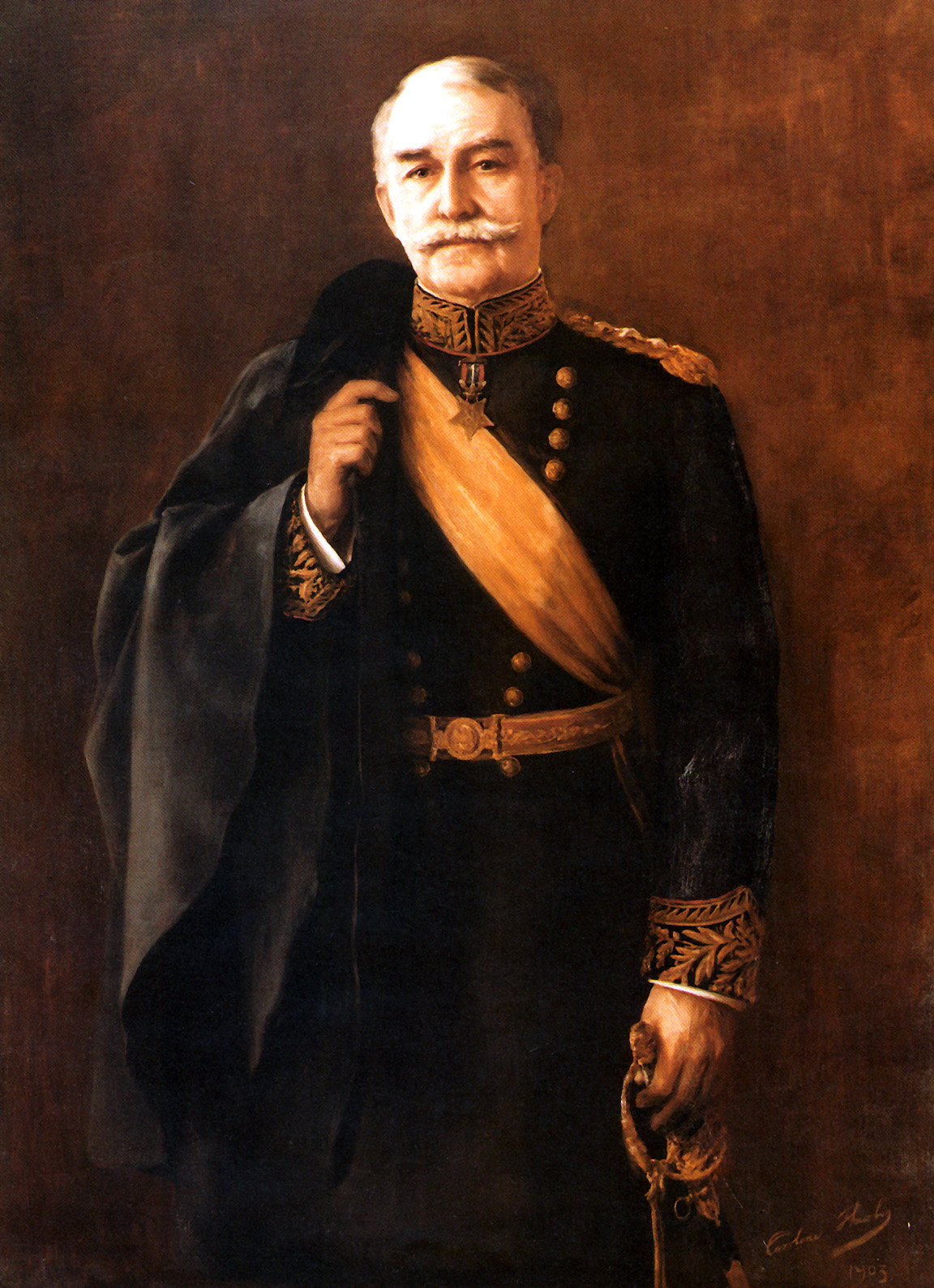
アメリカ陸軍軍事史センターにあるマイルズ将軍の肖像

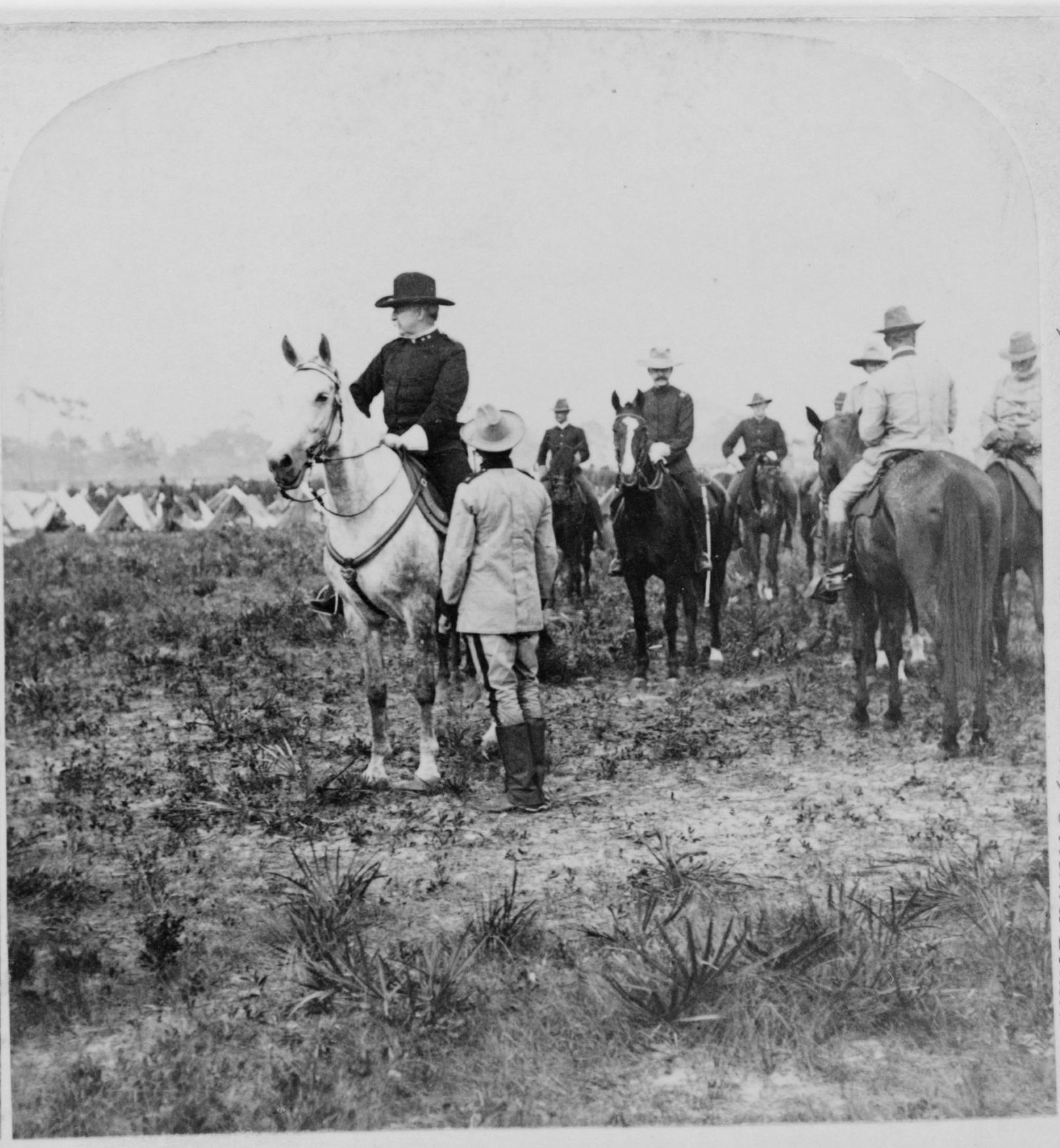
プエルトリコでのマイルズ将軍

1894年、マイルズはプルマン・ストライキの暴徒を鎮圧するために動員された部隊を指揮した。1895年にはアメリカ陸軍総司令官に指名され、米西戦争の間その職にあった。マイルズはシボニーなどキューバの各地で部隊を指揮した。サンティアーゴ・デ・クーバでのスペイン降伏後、プエルトリコ方面作戦と今日呼ばれるものでグアニカに上陸しプエルトリコ侵入部隊を自ら率いた。前線で支給されていた牛肉の品質が極めて劣悪だと明らかになった時、マイルズは公聴会でこの問題を取り上げた（アメリカ陸軍牛肉疑獄）。牛肉調達に関するスキャンダルは世論を騒がし、ラッセル・アレクサンダー・アルジャー陸軍長官解任の遠因となった。
マイルズはプエルトリコに設立された軍政府の初代長官となり、占領軍と民事管理の両方の長となった。1900年に米西戦争の功績で中将に昇進した。セオドア・ルーズベルト大統領からは「勇敢な孔雀」と呼ばれたマイルズは1903年に定年に達して退役した。その退役のときに、連邦議会がアメリカ陸軍総司令官の地位を廃止し、陸軍参謀総長が導入された。
マイルズは南北戦争、インディアン戦争および米西戦争で指揮官として従軍した。70代後半の時に第一次世界大戦での従軍も志願したが、ウッドロウ・ウィルソン大統領がその年齢を理由に断った。
マイルズは1925年5月15日、85歳で心臓発作で死んだ。アーリントン国立墓地のマイルズ廟に埋葬された。この墓地の中にある2つしかない廟の1つである。

## 名誉勲章の受章文
階級と組織：

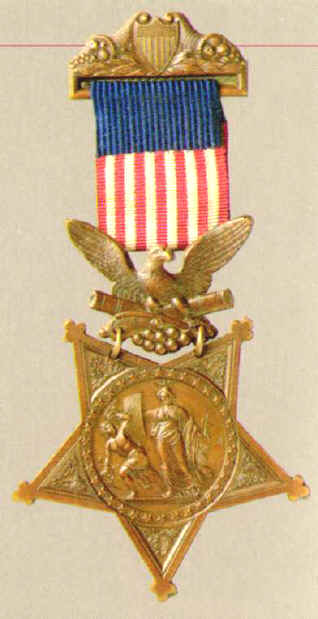
名誉勲章

大佐、第61ニューヨーク歩兵連隊。場所と日付：バージニア州チャンセラーズヴィル、1863年5月3日。入隊：マサチューセッツ州ロクスベリー。出生：マサチューセッツ州ウェストミンスター。発効日：1892年7月23日。
表彰

## マイルズの名に因む所
- モンタナ州マイルズ市